# جمال بنعمر
جمال بنعمر (بالإنجليزية: Jamal Benomar) (و.أبريل 1957 -) دبلوماسي مغربي كان «مستشاراً خاصاً للأمين العام للأمم المتحدة لشؤون اليمن». في الفترة (أبريل 2011 - أبريل 2015)، قاد بنعمر الوساطة بين أطراف الأزمة اليمنية الرئيسيين عام 2011، ومن ثم مفاوضات أخرى للخروج باتفاق تقاسم للسلطة عام 2015. عُرقلت جهوده ودخلت البلاد في أتون حرب أهلية. في مايو 2021 صرح بنعمر أن بعض الأحزاب السياسية في اليمن التي لديها «أجنحة عسكرية» مثل «حزب الإصلاح» لم تقاوم الحوثيين؛ مما سهل دخولهم إلى صنعاء واحتلالها عُين جمال بنعمر مستشارا خاصا لبان كي مون بمستوى وكيل للأمين العام للأمم المتحدة في نوفمبر 2015 لشؤون منع النزاعات، قبل أن يتقاعد في 2017، ولكنه حالياً في طور الترشح لرئاسة الوزراء في بريطانيا.

## النشأة
ولد في مدينة الناظور ، وينحدر من أسرة ريفية بالمغرب.

## نشاطه السياسي
تم اعتقاله عام 1976 ضمن مجموعة «إلى الأمام» اليسارية الراديكالية، التي كان ابراهام السرفاتي، أحد اقطابها الأساسيين، خلال ماعرف بالمغرب سنوات الرصاص بتهمة التعاطف مع اليسار ومعاداة الحسن الثاني.
غادر المغرب عام 1983، بعد أن اصدر الملك الراحل الحسن الثاني، عفوا في حقه، نتيجة ضغوط ومناشدات مارستها على المغرب فعاليات حقوقية دولية، بينها منظمة العفو الدولية، التي التحق بن عمر بطاقمها «أمنستي إنترناشيونال» في لندن، ثم انتقل بعدها إلى الولايات المتحدة حيث انضم إلى معهد الرئيس الاميركي الاسبق جيمي كارتر، الذي يهتم بتتبع ومراقبة العمليات الانتخابية في الدول التي لا تتوفر فيها سائر الضمانات.
تم الإفراج عنه بوساطة مجموعة من الأكاديمين الفرنسيين وغادر المغرب إلى لندن حيث اشتغل في ضمن طاقم.
التحق بمجلس حقوق الإنسان التابع للأمم المتحدة في جنيف. وفي 2004 تزعم شعبة التعاون الفني في المفوضية السامية لحقوق الإنسان التابعة للأمم المتحدة.
تولى الدبلوماسي المغربي -وفق المصادر المغربية- عدة مهام على مستوى المنظمة الدولية، حيث كلف بالملف العراقي. كما شارك في تسوية نزاعات دولية هامة في كوسوفو والبوسنة وجنوب أفريقيا ومنطقة البحريات الكبرى.

## الامم المتحدة
خلال مسيرته التي امتدت لأكثر من ربع قرن كديبلوماسي دولي، عمل بنعمر مع مكتب المفوض السامي لحقوق الإنسان، وبرنامج الأمم المتحدة الإنمائي، وإدارة الأمم المتحدة للشؤون السياسية. وركز في عمله بشكل على عمليات بناء السلام والوساطة والحوكمة في البلدان التي تعصف بها نزاعات. وقد ساهم عام 2005 في إنشاء لجنة الأمم المتحدة لبناء السلام، ومكتب دعم بناء السلام، وهو المكتب الذي شغل بنعمر منصب مدير له لفترة.
وقدم بنعمر المشورة بشأن قضايا حل النزاعات في أكثر من 30 دولة، بما في ذلك اليمن وأفغانستان والعراق حيث عمل في عام 2004 كمبعوث للأمين العام لدعم مؤتمر الحوار الوطني.
وللوكيل السابق للأمين العام للأمم المتحدة عدد من الكتابات المنشورة تتناول قضايا الحوكمة وسيادة القانون وصياغة الدساتير وبناء السلام. وصفه ديفيد هارلاند، رئيس مركز الحوار الإنساني، بأنه "سياسي في كنهه” في إشارة إلى أن عمله يذهب أبعد من الجانب الفني الذي يميز كثيرا من الوساطات التي تيسرها أو تشرف عليها الأمم المتحدة. وقال هارلاند، الذي عمل مع بنعمر عن كثب، في ندوة للمجلس الأطلنطي في عام 2014 "إنه ليس رجلًا بسيطًا يرغب في وضع جميع أوراقه على الطاولة”. في 9 نوفمبر 2015، تم تعيين بنعمر كمستشار خاص للأمين العام للأمم المتحدة لمنع النزاعات. وبهذه الصفة، قاد بنعمر استجابة الأمم المتحدة للأزمة السياسية التي اندلعت في بوروندي في أعقاب الانتخابات الرئاسية لعام 2015. كما أشرف على حل الخلاف الذي نشب بين الحكومة المغربية وبعثة الأمم المتحدة إلى الصحراء الغربية “مينورسو” والتي انتهت بعودة المياه إلى مجاريها بين الطرفين.

## إنتقادات
أثناء عمله في الملف اليمني، تلقى بنعمر الانتقادات من أطراف يمنية عديدة، تتهمه بأداء دور مشبوه، وانحيازه لأحد أطراف العملية السياسية اليمنية. 
وقال الرئيس اليمني الرئيس عبد ربه منصور هادي ان بعمر «هو الذي فرض الحوثي للدخول في الحوار؛ لأن الحوثي لم يوقع على المبادرة الخليجية ولم يعترف بالقرارات الأممية، وأعطاه بن عمر أكثر من أي حزب موجود في الحوار.»
تم اتهامه بتشريع انقلاب الحوثيين في اليمن وترسيخ حكمهم.
المبعوث الاممي السابق جمال بنعمر، الذي جاء بمهمة أممية لرعاية حوار سياسي يمني وفقاً لمرجعيات سياسية تمثلت في المبادرة الخليجية وآليتها التنفيذية، ينتهي بالانتخابات، إلا أنه... استبدل هذه المهمة الأممية بمهمة أخرى، هي إعادة تقسيم السلطة بين الاقوياء المستندين لقوة السلاح فيما الشعب اليمني يخرج من المعادلة تماما، فالمشكلة اليمنية نتجت في الأساس عن سيطرة طرف سياسي على السلاح واستخدامه لتثبيت وجوده في السلطة بعيدا عما يريده الشعب، وهنا تحدث المفارقة، فالرجل الذي جاء في مهمة أممية من اجل نزع السلاح من أيدي المتصارعين وإبطال تأثيره على ما يجري في اليمن، أشرف على تنامي حركة مليشاوية مسلحة أسقطت المدن حتى وصلت إلى العاصمة وأسقطت الدولة ولاذ الرجل بصمته إزاء كل هذا، وكأن مهمته كانت خنق السياسة بالعنف وليس توسيع التعامل بها.
واتهمه اخرون بالتواطؤ مع الحوثيين لحساب النظام الحاكم في قطر
فالمبعوث الأول جمال بنعمر، صعد إلى جبال صعدة فيما نزل منها الحوثيون لاحتلال العاصمة صنعاء، ليلتقي زعيمهم عبد الملك الحوثي، ويبرم معه اتفاقاً إضافياً يسبغ شرعية استثنائية على الانقلابيين، لا تتناسب مع عددهم وسط السكان، ولا قوتهم السياسية؛ لذا لم يكن غريباً أن تتكشف حقائق تؤكد أن المبعوث الذي وظفه المجتمع الدولي لأداء مهمة محددة بتجرّد تام، كان يعمل لحساب أجندة «نظام الحمدين» الحاكم في قطر.
ووصفته بعض الصحف ب«ممزق اليمن الاممي» و«مهندس اسقاط صنعاء»
وفي سبتمبر 2018, تم تعيين بنعمر عضوا في مجلس إدارة«لاغاردير أس سي أيه»، الشبكة الاعلامية التي تعد قطر أكبر مالكيها ومقرها باريس.
وفي أكتوبر 2018, ورد اسم بنعمر في دعوى قضائية تقدم بها إليوت برويدي حول اختراق بريده الإلكتروني ونشر رسائل ووثائق بتدبيرمن المبعوث الأممي السابق إلى اليمن وبهدف تحسين صورة قطر في الولايات المتحدة.